# Dalaman
Dalaman est un district de la province de Muğla en Turquie.

## Aéroport
Un aéroport international (code IATA : DLM • code OACI : LTBS) qui dessert les centres touristiques de la région côtière du sud-ouest anatolien est situé à Dalaman. Il est une construction récente (années 1990-2000) et son activité est surtout saisonnière et pour les vols nolisés.